# J. Twing Brooks
Joshua Twing Brooks (* 27. Februar 1884 in Edgeworth, Allegheny County, Pennsylvania; † 7. Februar 1956 in Sewickley, Pennsylvania) war ein US-amerikanischer Politiker. Zwischen 1933 und 1937 vertrat er den Bundesstaat Pennsylvania im US-Repräsentantenhaus.

## Werdegang
Twing Brooks besuchte die öffentlichen Schulen seiner Heimat. Im Jahr 1908 absolvierte er die zur Yale University gehörende Sheffield Scientific School. Anschließend arbeitete er in der Stahlindustrie. Während des Ersten Weltkriegs diente er im Heeresbeschaffungsamt der US Army in der Bundeshauptstadt Washington, D.C., wo er für die Streitkräfte Stahlprodukte einkaufte. Nach dem Krieg kehrte er nach Sewickley zurück, wo er weiterhin in der Stahlbranche tätig war. Später gründete er ein eigenes Geschäft, in dem er neben Stahlwaren auch mit Eisenbahnbedarfsartikeln handelte. Politisch war er Mitglied der Demokratischen Partei.
Bei den Kongresswahlen des Jahres 1932 wurde Brooks im 30. Wahlbezirk von Pennsylvania in das US-Repräsentantenhaus in Washington gewählt, wo er am 4. März 1933 die Nachfolge des Republikaners William R. Coyle antrat. Nach einer Wiederwahl konnte er bis zum 3. Januar 1937 zwei Legislaturperioden im Kongress absolvieren. Während dieser Zeit wurden dort die meisten der New-Deal-Gesetze der Roosevelt-Regierung verabschiedet. 1935 wurden erstmals die Bestimmungen des 20. Verfassungszusatzes angewendet, wonach die Legislaturperiode des Kongresses jeweils am 3. Januar endet bzw. beginnt.
Im Jahr 1936 wurde Brooks von seiner Partei nicht mehr zur Wiederwahl nominiert. Zwischen 1937 und 1939 gehörte er der Alkoholkommission des Staates Pennsylvania an; von 1940 bis 1948 arbeitete er als Assistant Director of Aviation für die Flugleitzentrale im Allegheny County. Zwischen 1949 und 1956 leitete er den dortigen Flughafen. Twing Brooks starb am 7. Februar 1956 in Sewickley, wo er auch beigesetzt wurde.